# Olm (bier)
Olm was een Nederlands biermerk dat door drankenhandel Olm Brouwerijen B.V. op de markt werd gebracht. Dit bedrijf had zijn wortels in het Groningse Winschoten, maar was van 2008 tot het faillissement in 2011 gevestigd te Weesp. Olm bier werd aanvankelijk gebrouwen door de Belgische brouwerij Huyghe, maar kwam later uit Duitsland.

## Geschiedenis
Olm werd in april 2003 opgericht door een voormalig werknemer van bierconcern Heineken. Het merk is genoemd naar de M.J. van Olmstraat in Winschoten, waar het bedrijf aanvankelijk gevestigd was. Het merk richtte zich op de horeca als goedkoop alternatief voor de grote merken. In 2003 werd alleen pils verkocht. In 2004 volgde een witbier, De Witte van Olm, dat bij sommige leveranciers, bijvoorbeeld Makro, alleen op bestelling leverbaar was.
De drankenhandel kwam in augustus 2005 in het nieuws vanwege zijn bezwaar tegen de kartelvorming van grote brouwers in Nederland.
In 2006 probeerde Olm tevergeefs de gesloten brouwerij De Leeuw in Valkenburg over te nemen. Hierna vestigde het bedrijf zich in Almere Haven en in 2008 verhuisde het naar Weesp.
Anno 2009 tapten ongeveer 100 horecagelegenheden in Nederland Olm bier, en bedroeg de verkoop 40.000 fusten per jaar.
Op 15 maart 2010 spande Heineken NV een kort geding aan tegen Olm wegens inbreuk op intellectueel eigendom: de etiketten van Olm zouden te veel op die van Heineken lijken. De partijen troffen nog op dezelfde dag een schikking die inhield dat Olm het uiterlijk van zijn verpakkingen zou wijzigen.
In juli 2011 laaide de strijd tussen de twee biermerken weer op. Ditmaal beschuldigde Heineken Olm ervan op illegale wijze de fusten en biervaten te hebben nagevuld om hun eigen bier als Heinekenbier te verkopen. Heineken liet beslag leggen op tegoeden van de drankenhandel. Dit juridische conflict werd Olm uiteindelijk fataal. Het bedrijf had acht werknemers. Op 29 september 2011 werd Olm Brouwerijen B.V. op eigen verzoek failliet verklaard, het bedrijf is daarna overgenomen door Dutch Beer B.V.

## Bieren
| Naam                 | alcohol | Soort    |
| -------------------- | ------- | -------- |
| Olm Pilsener         | 4,5%    | pilsener |
| Olm Premium Pilsener | 5%      | pilsener |